# Reloj de vela

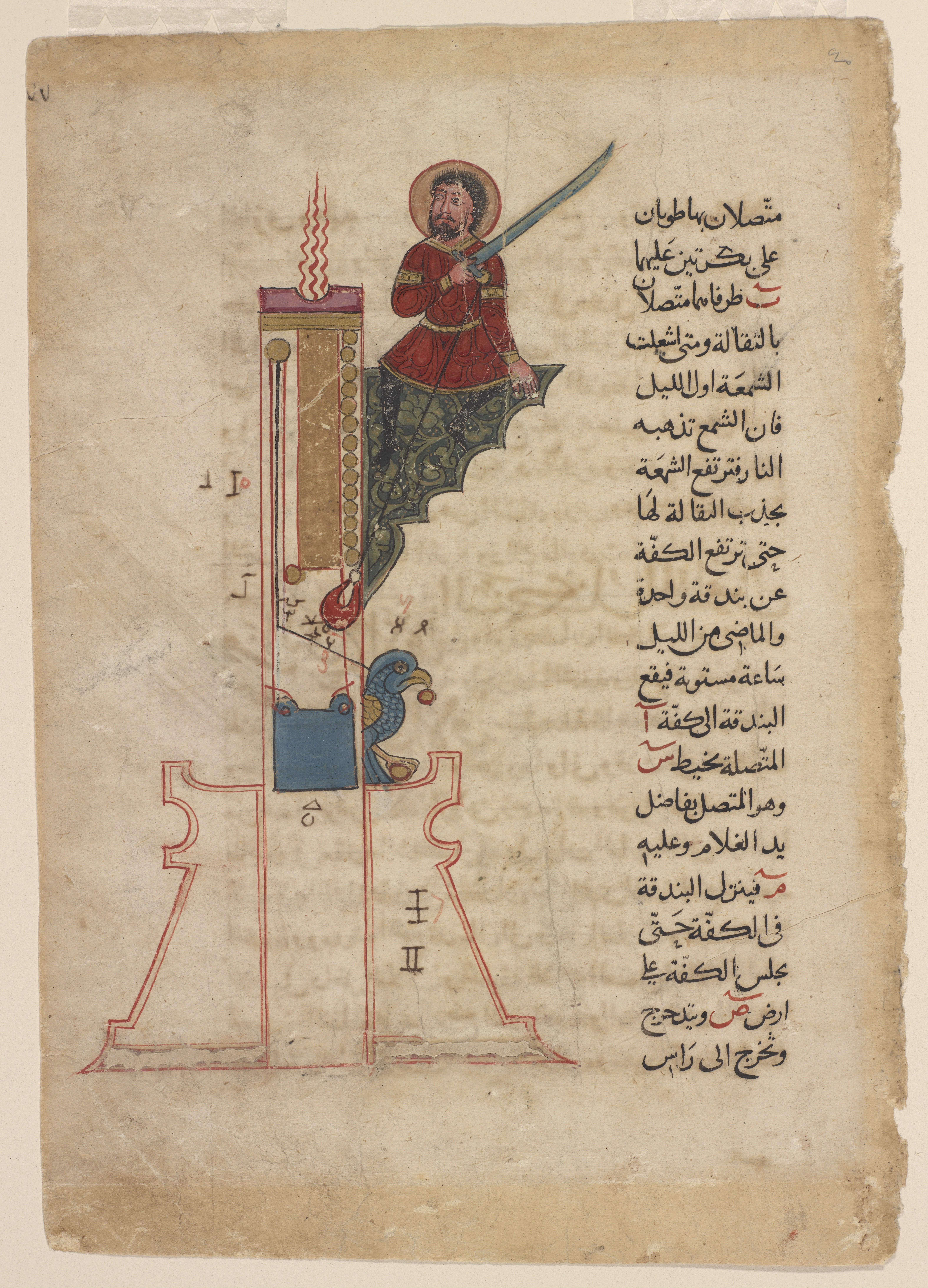
Reloj de vela de un tratado sobre autómatas de Al Jazarí

El reloj de vela es un dispositivo empleado para medir el tiempo que se basa en la regularidad del consumo de las velas encendidas (generalmente de cera). En la antigüedad eran muy empleados en los conventos y monasterios europeos para poder hacer las vigilias (horas canónicas).